# 雲母

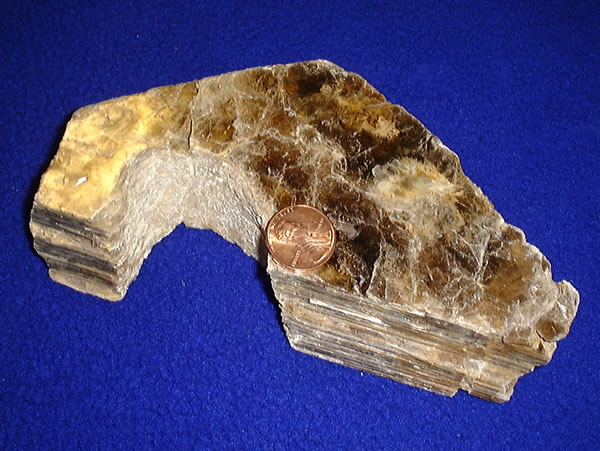
雲母

雲母（うんも、うんぼ）は、ケイ酸塩鉱物のグループ名。層状珪酸塩（フィロ珪酸塩）鉱物の一種である。きらら、きらとも呼ばれる。特に電気関係の用途では、英語に由来するマイカの名前で呼ばれる。英語のmicaはラテン語でmicare（輝くの意）を由来とする。
1997年、国際鉱物学連合（lntemational Mineralogical Association: IMA）の新鉱物および鉱物名委員会（Commission on New Minerals and Mineral Names: CNMMN）に設置された雲母小委員会（Mica Subcommittee）は、雲母鉱物（micas）の命名の最終報告を委員会に行い黒雲母の再定義などが行われた。

## 成分・種類
雲母の化学式は一般的に I M2-3 □1-0 T4 O10 A2 で表される。
- I には主として K、Na、Ca が入るが、Ba、Rb、Cs、NH4 が入ることもある
- M には主として Al、Mg、Fe、Li、Ti が入るが、Mn、Cr、Zn、V が入ることもある
- □は空孔。
- T には主として Si、Al、Fe3+ が入るが、Be、B が入ることもある
- A には主として OH、F が入るが、Cl、O、S が入ることもある

### 純雲母（true mica）
上記の雲母小委員会（Mica Subcommittee）報告書では純雲母（true micas）の端成分化学組成と組成範囲としてまとめられた。

#### 2八面体
- 白雲母(muscovite) - KAl2AlSi3O10(OH)2
- アルミノセラドン石(aluminoceladonite) - KAl(Mg,Fe2+)□Si4O10(OH)2
- 鉄アルミノセラドン石(ferroaluminoceladonite) - KAl(Fe2+,Mg)□Si4O10(OH)2
- セラドン石(celadonite) - KFe3+(Mg,Fe2+)□Si4O10(OH)2
- 鉄セラドン石(ferroceladonite) - KFe3+(Fe2+,Mg)□Si4O10(OH)2
- バナジン雲母(roscoelite) - KV2□AlSi3O10(OH)22
- 葉クロム雲母（chromphyllite） - KCr2□AlSi3O10(OH)2
- 硼白雲母（boromuscovite） - KAl2□BSi3O10(OH)2
- ソーダ雲母(paragonite) - NaAl2□AlSi3O10(OH)2
- セシウム雲母（nanpingite） - CsAl2□AlSi3O10(OH)2
- 砥部雲母(tobelite) - (NH4)Al2□AlSi3O10(OH)2、愛媛県砥部町にちなむ

#### 3八面体
- 鉄雲母(annite) - KFe2+3AlSi3O10(OH)2
- 金雲母(phlogopite) - KMg3AlSi3O10(OH)2
- 葉鉄雲母(siderophyllite) - KFe2+2AlAl2Si2O10(OH)2
- イーストン雲母(eastonite) - KMg2AlAl2Si2O10(OH)2
- 白水雲母(shirozulite) - KMn2+3AlSi3O10(OH)2、白水晴雄にちなむ
- 亜鉛雲母（hendricksite） - KZn3AlSi3O10(OH)2
- モンドール雲母（montdorite）※端成分でない - KFe2+1.5Mn2+0.5Mg0.5□0.5Si4O10F2
- 楊主明雲母（yangzhumingite）: KMg2.5□0.5Si4O10F2、楊主明にちなむ
- 縞状雲母（tainiolite） - KLiMg2Si4O10F2
- ポリリチア雲母(polylithionite) - KLi2AlSi4O10F2
- トリリチア雲母(trilithionite)（端成分でない） - KLi1.5Al1.5AlSi3O10F2
- 益富雲母(masutomilite) - KLiAlMn2+AlSi3O10F2、益富壽之助にちなむ
- ノリッシュ雲母（norrishite） - KLiMn3+2Si4O12
- 四面第二鉄鉄雲母（tetra-ferri-annite） - KFe2+3Fe3+Si3O10(OH)2
- 四面第二鉄金雲母（tetra-ferriphlogopite） - KMg3Fe3+Si3O10(OH)2
- ソーダ金雲母(aspidolite) - NaMg3AlSi3O10(OH)2
- プライスヴェルク雲母（preiswerkite） - NaMg2AlAl2Si2O10(OH)2
- エフェソス雲母（ephesite） - NaLiAl2Al2Si2O10(OH)2

### 脆雲母(brittle mica)
上記の雲母小委員会（Mica Subcommittee）報告書では脆雲母（brittle mica）の端成分化学組成と組成範囲としてまとめられた。

#### 2八面体
- 真珠雲母(margarite) - CaAl2Al2Si2O10(OH)2
- チェルニフ雲母（chernykhite） - BaV2□Al2Si2O10(OH)2

#### 3八面体
- クリントン雲母(clintonite) - CaMg2AlAl3SiO10(OH)2
- ビティ雲母（bityite） - CaLiAl2BeAlSi2O10(OH)2
- アナンダ雲母（anandite） - BaFe2+3Fe3+Si3O10S(OH)
- 木下雲母(kinoshitalite) - BaMg3Al2Si2O10(OH)2、木下亀城にちなむ
- 弗素木下雲母(fluorokinoshitalite) - BaMg3Al2Si2O10F2、木下亀城にちなむ

### 層間欠損型雲母(interlayer-deficient mica)
上記の雲母小委員会（Mica Subcommittee）報告書では層間欠損型雲母（interlayer-deficient mica）の端成分化学組成と組成範囲としてまとめられた。

#### 2八面体
- イライト（illite）（系列名） - K0.65Al2.0□Al0.65Si3.35O10(OH)2
- 海緑石（glauconite）（系列名） - K0.8R3+1.33R2+0.67□Al0.13Si3.87O10(OH)2
- ブラマーライト（brammallite）（系列名） - Na0.65Al2.0□Al0.65Si3.35O10(OH)2

#### 3八面体
- ウォネス雲母（wonesite）※端成分でない - Na0.5□0.5Mg2.5Al0.5AlSi3O10(OH)2

### 系列名
上記の雲母小委員会（Mica Subcommittee）報告書では、黒雲母（biotite）、海緑石（glauconite）、イライト、リチア雲母（リシア雲母、鱗雲母）、フェンジャイト、チンワルド雲母は系列名として提唱された。
- 黒雲母（biotite） - 鉄雲母＝金雲母系列、あるいは葉鉄雲母＝イーストン雲母系列
- 海緑石（glauconite）
- イライト（illite）
- リチア雲母（lepidolite） - トリリチア雲母＝ポリリチア雲母系列
- フェンジャイト（phengite） - 白雲母＝アルミノセラドン石系列、あるいは白雲母＝セラドン石系列
- チンワルド雲母（zinnwaldite） - 葉鉄雲母＝ポリリチア雲母系列

## 産出地
変成岩、酸性火成岩などに普通に含まれる。黒色のものには黒雲母以外のものもあるため、鑑定には化学的分析が必要である。
マイカの産状は大別して、３種類ある。
1. メルト成長（火成岩）
2. 接触変成（変成岩）
3. 熱水変質(例：絹雲母)

合成マイカ
工業的に使用されるものは、インド亜大陸、ブラジル、カナダ等が産出地として偏在していたため、雲母を安定して手に入れるため合成マイカが生産されるようになった。もっとも初期の発見は、1954年にドイツでフッ素型マイカを偶然常温で作り出せたのが始まりである。工業的に作られるフッ素金雲母は大きな結晶を作るのが特徴である。日本では、トピー工業が1987年から化粧品用のフッ素金雲母を生産している。

## 性質・特徴
薄くはがれやすいこと（劈開）が特徴。多くは六角板状の結晶で産する。モース硬度 2.5 - 3、比重 2.8 - 3.0。
シートには弾性、電気絶縁性、耐熱性などがある。
表面は親水性であるが、カップリング材などで表面処理することで親油性とすることもできる。
風化した雲母類鉱物は、セシウムを吸着する。この性質を利用して、放射性の134Cs、137Cs を集めることができる。、この吸着現象は雲母中の
K と Cs が置き換わるために生じていると考えられる。

## 用途

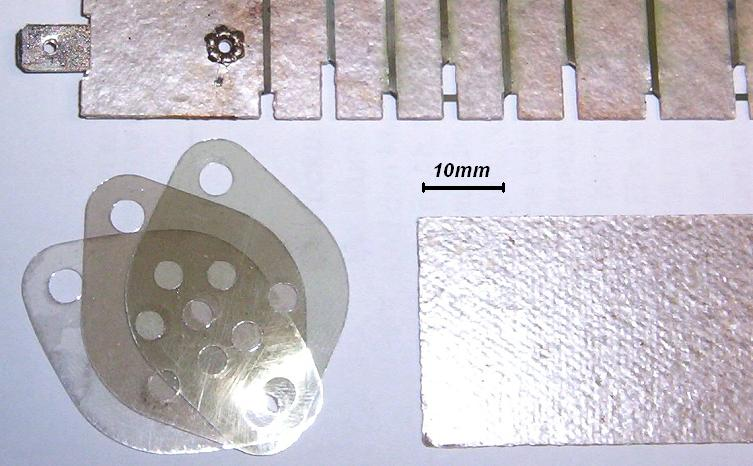
雲母を電気絶縁体に用いた例

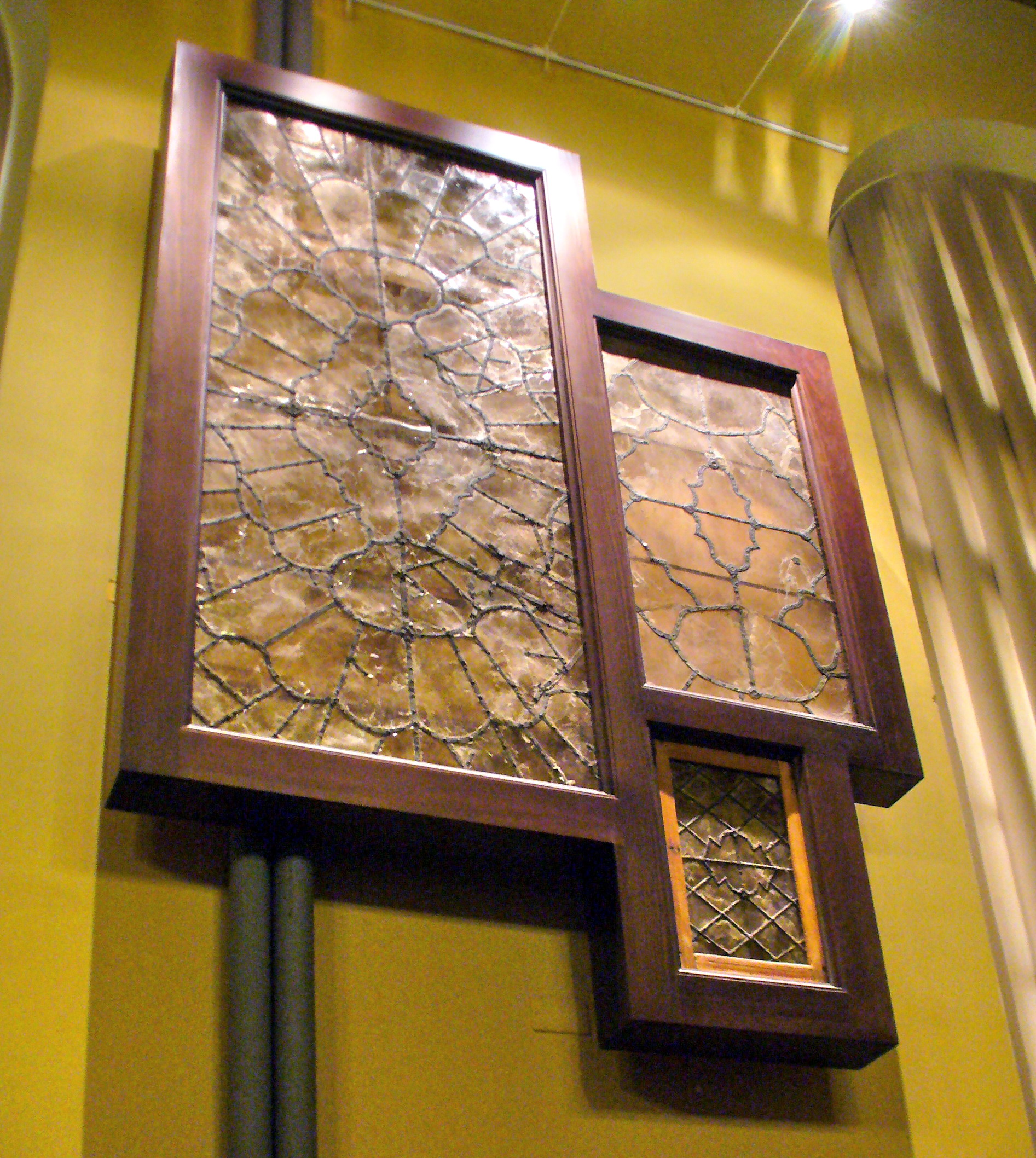
雲母を用いた窓

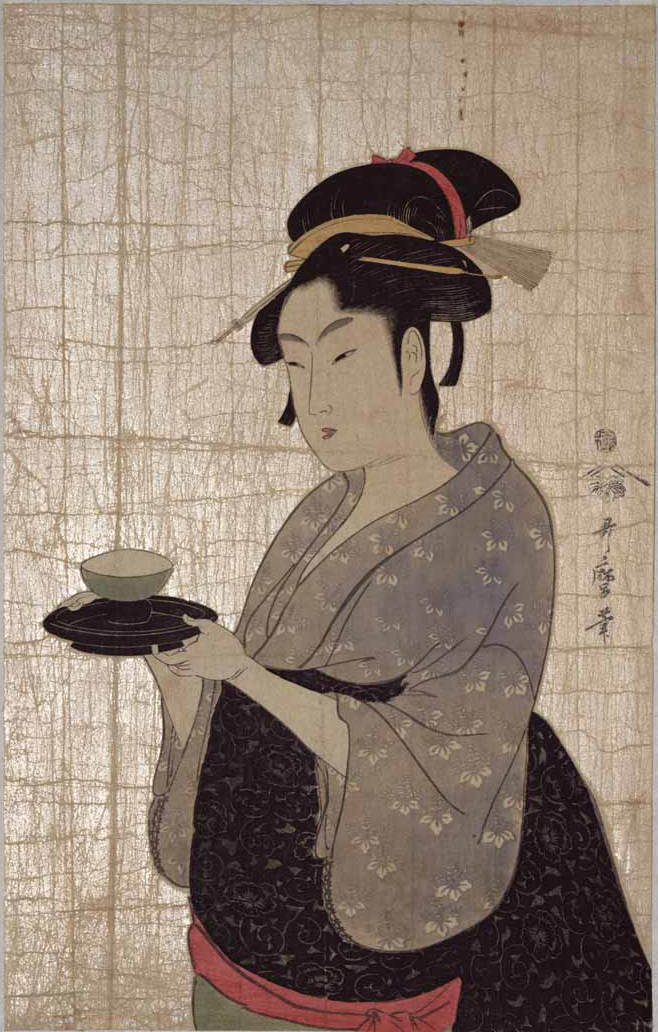
雲母を絵画作品に使った例（難波屋おきた）。

産業用では塗料、電材、化粧品、切削油などに使用されている。
二酸化チタンで被覆された雲母は、無毒性、耐候性、耐光性、耐熱性、耐薬品性が優れており、真珠光沢をもつ顔料や塗料、化粧品に使用される。
性質から、低融点金属の鋳造、樹脂成形等の離型剤、電気回路の絶縁体などに用いられる。
古墳から土器の装飾として用いられる例が見られる。神仙思想では、仙薬の一つと考えられていたようで、晋の時代に神仙術について記した『抱朴子』内編第十一などにも仙薬としての記載が見られる。

### 塗料
二酸化チタンをコーティングした雲母(titan coated mica)はパール塗料や絵具の金属色として使われる。

### 電材
ポリエチレンやガラス繊維の基材に雲母を接着したものをマイカテープといい、家電製品の電気絶縁用途で使用されている。
発熱体を絶縁体の雲母板で挟んだ構造のヒーターはマイカヒーターと呼ばれ、ポット、炊飯器、アイロンなどの家庭用電化製品、暖房便座、OA機器、自動販売機、工業用ホットプレート、金型の保温などに利用されている。

### その他の用途
- バーミキュライト
- マイカコンデンサ
- 浮世絵版画 - 雲母摺を参照